# Буковино-Молдавская епархия
Буковино-Молдавская епархия (рум. Eparhia Moldovei) — епархия Русской православной старообрядческой церкви в Румынии с центром в городе Сучава, в жудеце Сучава в области Южная Буковина в Румынии.

## История
Исторически центр епархии был расположен в Мануиловском Никольском монастыре, но с рукоположением 29 апреля 2001 года епископа Нафанаила (Икима), перенесён ближе к центральным и восточным областям Молдовы — в город Тыргу-Фрумос.
6 ноября 2012 года решением Освященного Собора к Молдавской епархии была присоединена Буковинская епархия (приходы в Соколинцы, Радауцы, Климауцы и Хумор), в связи с чем титул правящего архиерея изменён на Буковино-Молдавский.
В состав епархии входят приходы и монастыри на территории Сучавского жудеца (Сучава, с. Мануиловка, Фэлтичени), Ботошанского жудеца (Ботошани), Ясского жудеца (Яссы, с. Леспези, с. Братешти, с. Тодирешти, Пашкани, с. Фокури), Васлуйского жудеца (Васлуй, с. Думаска, Бырлад), Нямцкого жудеца (Пьятра-Нямц, Роман) и Бакэуского жудеца (с. Плопана).

## Епископы
1. архиепископ Афанасий (Дионисие)
2. архиепископ Нафанаил (Иким) (29 апреля 2001 — 22 мая 2025)
3. епископ Геннадий (Тимофеи) (с 22 мая 2025 года)

## Монастыри
- Свято-Паисиевский скит (жудец Нямц)
- Мануиловский Никольский монастырь (женский; жудец Сучава)